# Banton
Banton is een gemeente in de Filipijnse provincie Romblon op het gelijknamige eiland en de onbewoonde eilandjes La Carlota, Isabela en Bantoncillo. Bij de laatste census in 2007 had de gemeente bijna 7 duizend inwoners.

## Geografie

### Bestuurlijke indeling
Banton is onderverdeeld in de volgende 17 barangays:
| - Balogo - Banice - Hambi-an - Lagang - Libtong - Mainit - Nabalay - Nasunogan - Poblacion | - Sibay - Tan-Ag - Toctoc - Togbongan - Togong - Tumalum - Tungonan - Yabawon |

## Demografie
Banton had bij de census van 2007 een inwoneraantal van 6.799 mensen. Dit zijn 30 mensen (0,4%) meer dan bij de vorige census van 2000. De gemiddelde jaarlijkse groei komt daarmee uit op 0,06%, hetgeen lager is dan het landelijk jaarlijks gemiddelde over deze periode (2,04%). Vergeleken met de census van 1995 is het aantal mensen met 730 (12,0%) toegenomen.

De bevolkingsdichtheid van Banton was ten tijde van de laatste census, met 6.799 inwoners op 32,48 km², 186,9 mensen per km².